# Промазин
Промазин (Promazinum). N,N-диметил-10H-фенотіазин-10-пропамін. Нейролептик (антипсихотичної дії), що відноситься до аліфатичних похідних фенотіазину.
Використовується як короткочасне додаткове лікування психомоторного збудження.  Його схвалене використання у людей обмежене, але використовується як транквілізатор у ветеринарії.  Він має слабку антипсихотичну дію, але зазвичай не використовується для лікування психозів.

## Фармакодинаміка
Промазин – препарат із групи аліфатичних похідних фенотіазину. Хімічна будова та спектр дії промазину подібний до аміназину (хлорпромазину), але препарат менш активний і менш токсичний. Механізм антипсихотичної дії промазину пов'язаний із блокуванням постсинаптичних мезолімбічних дофамінергічних рецепторів у головному мозку. За силою антипсихотичного та седативного ефекту поступається аміназину, зменшує рухову активність, має протиблювоту, гіпотензивну та гіпотермічну дію.Периферична холіно- та адреноблокуюча дія подібна до аміназину; за антигістамінною дією препарат перевершує аміназин. Має менш виражені побічні ефекти (яви акатизії, загальмованість, пригніченість, млявість, апатія, екстрапірамідні та соматовегетативні розлади), ніж у аміназину. Збільшує тривалість та інтенсивність дії снодійних, наркотичних, анальгетиків, гіпотензивних, антигістамінних препаратів та алкоголю.

## Використання
Спосіб прийому промазину поділяють на пероральний, ін'єкційний та венозний.
При пероральному застосуванні після їжі, по 25-100 мг 2-4 рази на день, при необхідності дози поступово збільшують до 500-1000 мг на добу. Для підтримуючої терапії призначають по 50-150 мг 1-2 рази на день.
Ін'єкційно приймають по 0,05-0,1-0,15 мл 2-3 рази на добу, необхідну кількість ампулярного (2,5%) промазину розводять у 5 мл  0,25-0,5% розчину новокаїну або розчину натрій хлориду.
Венозно вводять по 1-2 мл 2,5% розчину промазина, розведеного у 10-20 мл 5% розчина глюкози або ізотонічного розчину натрій хлориду.
За необхідністю дози промазину поступово збільшують до 0,5-1 г на добу. Для терапії назначають по 0,05-0,15 г 1-2 рази на добу.
Збільшення дози для дорослих ін'єкційно: разова 0,15 г, добова 1,2 г.
Промазин можна приймати разом з іншими нейротропними засобами, у тому числі у складі літичних сумішей (наприклад: промазин 2,5% розчин1-2 мл; димедрол 2%, розчин 2 мл; промедол 2%, розчин 1-2 мл), а також разом зі снодійними.

## Фізичні властивості
Білий, або білий зі слабким жовтуватим відтінком, кристалічний порошок. Добре розчинний у воді. При освітленні порошок та його розчини набувають синьо-зеленого кольору.

## Побічні ефекти
Поширені побічні ефекти включають збудження, відсутність менструації , аритмії , закреп , сонливість і запаморочення, сухість у роті, втома, високий рівень цукру , проблеми зі сном , низький кров’яний тиск , подовжений інтервал QT , судоми , тремтіння , блювота та збільшення ваги, серед інших.

### Передозування [ редагувати джерело ]
При передозуванні це може спричинити падіння артеріального тиску , зниження температури тіла , прискорене серцебиття та нерегулярне серцебиття.
Раптова смерть може наступити, хоча й рідко.

## Форма використання
Пігулки та драже по 0,025 та 0,05 г, вкриті оболонкою; 2,5% розчин у ампулах по 2 мл.

## Використання на тваринах
Промазин у вигляді промазину гідрохлориду є одним із основних транквілізаторів, який ветеринари використовують для ін’єкцій коням перед анестезією. Він не забезпечує аналгезії та не є дуже сильним заспокійливим засобом, тому його використовують у поєднанні з опіоїдами або агоністами α2 - адренорецепторів , такими як клонідин , або з обома. Його можна використовувати самостійно під час виконання безболісної процедури, наприклад встановлення підкови. Низький кров'яний тиск , швидке серцебиття та параліч статевого члена є побічними ефектами.  Це також анпротиблювотний , спазмолітичний і гіпотермічний засіб.  Крім того, він використовується для зниження артеріального тиску у тварин з ламінітом і нирковою недостатністю.  Він доступний у США для ветеринарного використання під назвами Промазин і Транказин.

## Фармакокінетика
Зменшує прояви психозів: марення та галюцинацій. Антипсихотичний ефект пов'язаний із блокадою дофамінових D2-рецепторів у полінейрональних синапсах хеморецепторної тригерної зони мозку. Пригнічення дофамінових рецепторів у нігростріарній та тубулоінфундибулярній зонах обумовлює екстрапірамідні розлади та гіперпролактинемію, центральних адренергічних та серотонінергічних рецепторів – зменшення страху, тривоги, напруги. Периферичні альфа-адреноблокуючий та H1-гістаміноблокуючий ефекти проявляються зниженням АТ та протиалергічною дією. Має сильну седативну, антихолінергічну та гіпотензивну дію, помірну протиблювотну дію.
Добре всмоктується після прийому внутрішньо. Tmax 2-4 год. Зв'язок із білками плазми - 90%. Метаболізується у печінці з утворенням неактивних метаболітів. Виводиться переважно нирками.